# 鶴見川口駅
鶴見川口駅（つるみかわぐちえき）は、かつて神奈川県横浜市鶴見区末広町1丁目に存在した日本国有鉄道（国鉄）鶴見線貨物支線の貨物駅である。電報略号は、ツハ。
1982年（昭和57年）に浅野駅に統合される形で廃止されたが、1986年（昭和61年）まで同駅構内扱いとして存続していた。

## 歴史
県営による埋立地として造成された末広町に、鶴見線を建設した私鉄である鶴見臨港鉄道が1935年（昭和10年）12月1日に貨物支線を延ばしたことにより、鶴見川口駅が開業した。当初は弁天橋駅から分岐していた貨物支線であった。しかし当時は周辺に工場の進出はなく、将来的な需要を見越しての建設であったと思われる。
1943年（昭和18年）7月1日に鶴見臨港鉄道の鉄道事業が国有化され、鉄道省（国鉄）の鶴見線の駅となった。またこのときに、貨物支線の分岐点は浅野駅に変更された。その後時期は不明であるが、浅野駅からまっすぐ鶴見川口駅へ進入する配線であったのが、一旦鶴見小野駅付近まで進んで、そこで折り返して鶴見川口駅へ進入する形態に変更された。
同年、当駅から分岐する初めての専用線として、東京瓦斯化学工業横浜工場への線が開通した。同社は1945年（昭和20年）に東京瓦斯と合併し東京瓦斯横浜工場となった。当初は缶入りでベンゾール・トルオールなどを出荷しており、1958年（昭和33年）頃からは系列会社の関東タール製品が所有するタンク車による輸送となった。1973年（昭和48年）からは、東京瓦斯所有のタム9600形液化天然ガス (LNG) 専用タンク車が、輸入されたLNGを当駅から日立市まで輸送するようになった。これは、輸入したLNGをタンカーから根岸に陸揚げし、そこからタンクローリーで当駅構内に運び込んで、さらにタンク車に中継する輸送であった。1975年（昭和50年）頃にはベンゼンなどの輸送は終了したが、LNG輸送は1986年（昭和61年）頃まで継続された。
2番目の専用線として、鶴見曹達の工場への専用線が1956年（昭和31年）頃に開通した。この専用線では苛性ソーダや液化塩素などの化学薬品類を、自社所有の私有タンク車により受け入れ、あるいは出荷していた。また1965年（昭和40年）頃にはこの専用線の途中から分岐して東芝のタービン工場への専用線が使用されていたが、短期間で終了した。鶴見曹達専用線も廃止頃まで使用されていた。
1971年（昭和46年）には旭硝子京浜工場への専用線が開通した。これは原料のドロマイトを東武鉄道会沢線の第三会沢駅からタキ21000形で搬入するものであった。
1982年（昭和57年）11月15日に独立した駅としては廃止となったが、その後も浅野駅の構内の扱いで3社の専用線の貨物扱いを継続した。しかしこれも1986年（昭和61年）11月1日に廃止となった。

### 年表
- 1935年（昭和10年）12月1日：鶴見臨港鉄道の駅として開業[1]。
- 1943年（昭和18年）
  - 7月1日：国有化、鉄道省（後の日本国有鉄道）鶴見線の駅となる[1]。
  - 東京瓦斯化学工業横浜工場（1945年（昭和20年）に東京瓦斯と合併し東京瓦斯横浜工場）への専用線開通。
  - この頃、鶴見小野駅付近で折り返す配線に変更
- 1956年（昭和31年）頃：鶴見曹達専用線開通。
- 1965年（昭和40年）頃：東芝のタービン工場への専用線が短期間のみ使用される。
- 1971年（昭和46年）：旭硝子京浜工場への専用線開通。
- 1973年（昭和48年）：東京瓦斯のタム9600形によるLNG輸送が開始される。
- 1975年（昭和50年）：東京瓦斯のベンゼン等の輸送が終了する。
- 1982年（昭和57年）11月15日：廃止、浅野駅構内扱いとなる[1]。
- 1986年（昭和61年）11月1日：浅野駅構内扱いとしても廃止。専用線全廃。

## 現在の駅周辺
- 東亞合成横浜工場
- 横浜市環境創造局北部第二水再生センター
- 東京ガス環境エネルギー館（東京瓦斯横浜工場跡地）
- 鶴見川

## 跡地
弁天橋駅付近は路線が残り、鶴見小野駅付近は歩道に転用されている。

## その他
- 浅野駅と当駅を結ぶ貨物支線は当駅から北上、鶴見小野駅西隣でスイッチバックを行い、弁天橋駅南隣を通った後、浅野駅西にある仕分線（操車場）へ進入する線形となっていた。また、当駅と鶴見小野駅付近の折り返し点までの間の2箇所で、日本鋼管専用鉄道と平面交差していた。

## 隣の駅
日本国有鉄道
鶴見線貨物支線
浅野駅 - 鶴見川口駅